# Мисс Америка 1921
Мисс Америка 1921 (англ. Miss America 1922) — 1-й национальный конкурс красоты, проводимый в США. Конкурс был направлен на привлечение туристов на День труда.
Первоначально, конкурс проводился под названием «Красавицы Интер-Сити». Участницы выступали на сцене Кейт театра на Garden Pier.
Любительский приз был присуждён участнице Уоткинс Трофи из Мисс Вашингтон, Маргарет Горман из Южной Джерси, Кэтрин Жирон заняла второе место, получив $ 100 в золоте.
Маргарет Горман решила принять участие в следующем году. Чтобы представлять свой штат в конкурсе 1922 года, организаторы допустили Горман участвовать как «Мисс Америка» всего за две недели до начала соревнований.

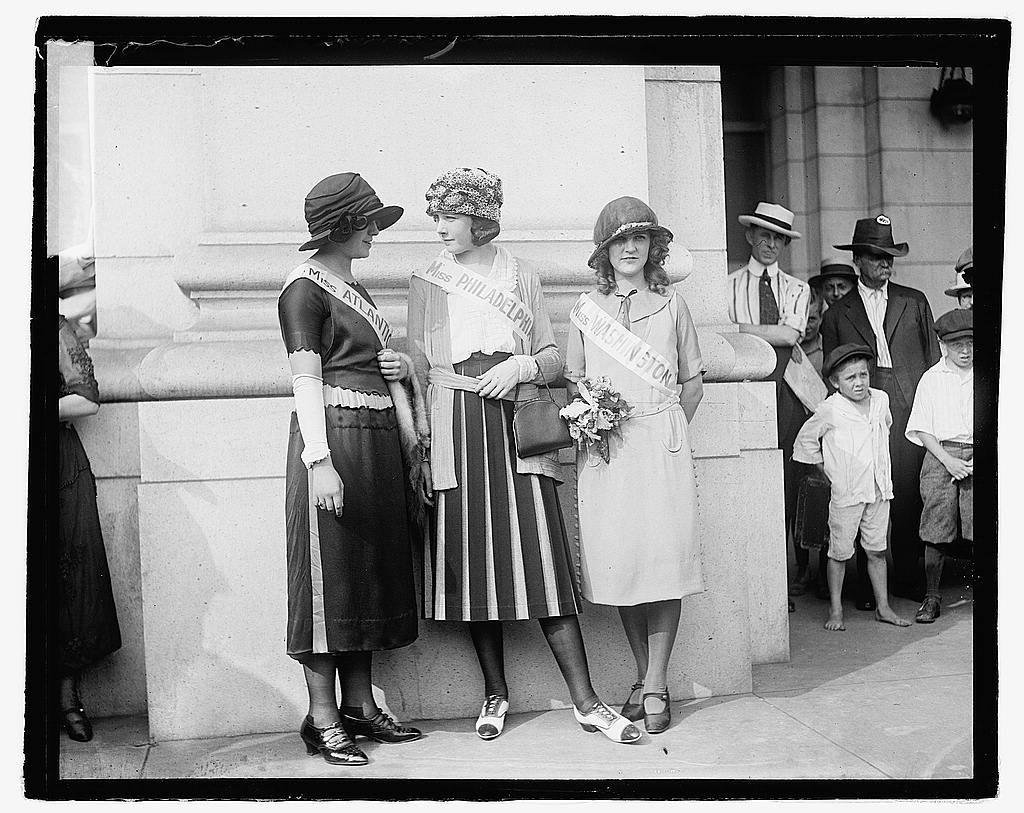
Участницы конкурса в 1921 года: Мисс Атлантик-Сити (Флоренция Берк), Мисс Филадельфия и Мисс Вашингтон

## Результаты
| Итоговый результат   | Участницы                                      |
| -------------------- | ---------------------------------------------- |
| Мисс Америка 1921    | - Вашингтон (округ Колумбия) — Маргарет Горман |
| 1-я — Профессионал   | - Нью-Йорк — Вирджиния Ли                      |
| 1-я — Любительница   | - Нью-Джерси — Кэтрин Жирон                    |
| 1-я — Bathers' Revue | - Вашингтон (округ Колумбия) — Маргарет Горман |

## Участницы
- Камден — Кэтрин Жирон
- Гаррисберг — Эмма Фаро
- Нью-Йорк — Вирджиния Ли
- Ньюарк — Маргарет Бейтс
- Оушен Сити — Азель Харрис
- Филадельфия — Нелли Орр
- Питтсбург — Тельма Мэттьюс
- Вашингтон — Маргарет Горман

## Примечание
1. ↑  People & Events: The First Miss America Beauty Pageant, 1921. PBS. Архивировано 11 мая 2015 года.
2. 1 2  Miss America History 1921. Дата обращения: 13 апреля 2012. Архивировано 17 апреля 2012 года.
3. ↑  Fairest In A 1000!. Spartanburg Herald. 9 сентября 1921.
4. ↑  Maxim Bars Perfume for Girls in Pageant. The New York Times. 29 августа 1922.
5. ↑  A Row of Beauties in Atlantic City Pageant. Nevada State Journal. 17 сентября 1921.

### Второстепенные источники
- Bivens, Ann-Marie. 2 // Miss America In Pursuit of the Crown (неопр.). — Mater Media Limited, 1991. — ISBN 0-942361-27-X.
- Saulino Osborne, Angela. Prologue, 2 // Miss America The Dream Lives On (неопр.). — Taylor Publishing Company, 1995. — ISBN 0-87833-110-7.
- Algra, Keimpe. The Beginnings of Cosmology // The Cambridge Companion to Early Greek Philosophy (англ.). — Cambridge University Press, 1999. — ISBN 0-521-44667-8.

## Ссылка
- Официальный сайт «Мисс Америка»